# Harmonia caelestis (zenemű)

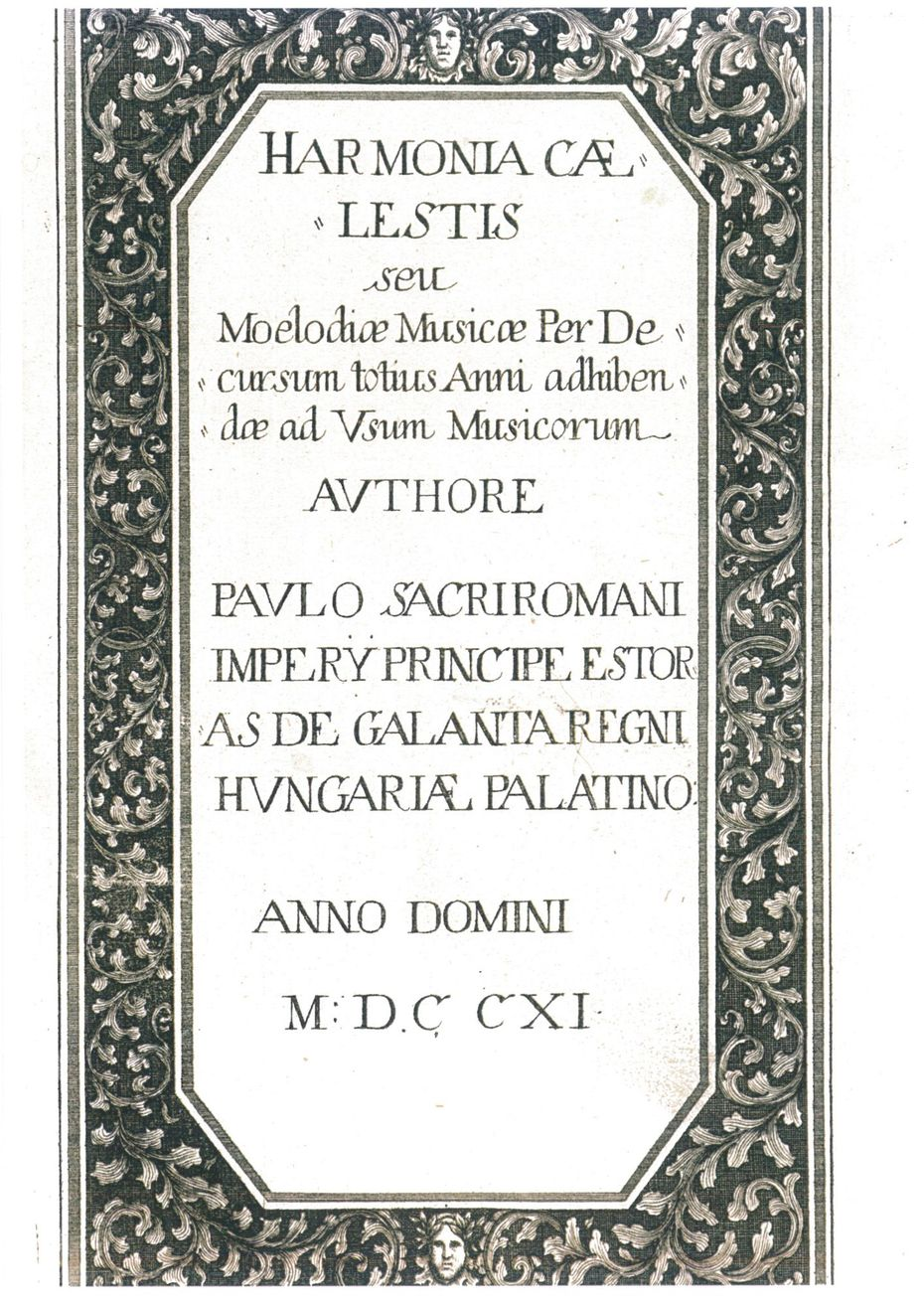
Az 1711-ben kiadott mű fedőlapja

A Harmonia caelestis („Mennyei harmónia”) egy 55 kantátából álló gyűjtemény, melyet galántai herceg Esterházy Pál (1635–1713) komponált. A mű, amely 1711-ben jelent meg, a magyar barokk zene zenetörténeti jelentőségű alkotása. A mű hagyományos magyar és német dallamokat is felhasznál. Minden kantáta egy tételből áll. A kantáták szólóra (a legtöbbjük egyre, bár néhány duett is található közöttük), kórusra és zenekarra (brácsa, violone, hárfa, fagott, theorbo, hegedűk, fuvola, trombita, orgona és üstdob) íródtak.
Esterházy Péter 2000-ben megjelent, Harmonia caelestis című regénye a zeneműről kapta címét.

## Felvételek
- Esterházy Pál: Harmonia Caelestis – Gábor Lehotka, Liszt Ferenc Kamarazenekar, Som László, Sándor Frigyes, Ádám Anna, Laky Krisztina – Hungaroton (1969)
- Esterházy Pál: Harmonia Caelestis (1701) – Zádori Mária, Fers Márta (szoprán), Gémes Katalin (mezzoszoprán), Károlyi Katalin (alt), Kállay Gábor (tenor), Moldvay József (basszus); Savaria Vocal Ensemble, Capella Savaria, karmester: Németh Pál. Kiadó: Hungaroton HCD31148-49 (a felvétel 1990-ben készült a szombathelyi Savaria Múzeumban, az SLPD 31148-49 hanglemez kiadási éve 1991); DDD
- Karácsonyi barokk zene – benne: Harmonia Caelestis No. 1 Sol recedit igneus és No. 7 Cur fles, Jesu. Kiadó: Capriccio C10558.

## Kiadások
- Harmonia caelestis; szerk., bev. Sas Ágnes, ford. Mészáros Erzsébet; 2. jav. kiad.; MTA ZTI, Budapest, 1993 (Musicalia Danubiana)

## Média
- Dalok a Harmonia caelestisből barytonkísérettel a YouTube-on.
- Az O, quam dulcis; a Iesum ardentibus és az Ave maris stella a Harmonia caelestisből, Rost Andrea előadásában, a Liszt Ferenc Kamarazenekar kíséretével a YouTube-on.